# Parectopa leucographa
Parectopa leucographa là một loài bướm đêm thuộc họ Gracillariidae. Loài này có ở Queensland.